# Théodore Ier d'Alexandrie
Théodore Ier d'Alexandrie nommé également Théodore Scribon c'est-à-dire Le Scribe est  Patriarche melkite d'Alexandrie entre  608 et 609.

## Contexte
Selon la Chronique de Théophane le Confesseur son épiscopat de 2 années débute en 606/607 et se termine en 607/608.